# آرثر إس. كولينز جونيور
آرثر إس. كولينز جونيور (بالإنجليزية: Arthur S. Collins Jr.)‏ هو عسكري أمريكي، ولد في 6 أغسطس 1915 في بوسطن في الولايات المتحدة، وتوفي في 7 يناير 1984 في واشنطن العاصمة في الولايات المتحدة.